# Бильквист, Улла
Улла Эбба Ингегерд Бильквист (швед. Ulla Ebba Ingegerd Billquist; 14 июля 1907, Эслёв — 6 июля 1946, Стокгольм) — шведская певица
. Самая популярная шведская певица периода Второй мировой войны. Вероятно, самая популярная певица в Швеции эпохи записей 78 оборотов в минуту. Будучи очень замкнутой и застенчивой женщиной, Улла Бильквисти с трудом переносила бремя своей славы, часто отказывалась сниматься в фильмах или участвовать в больших концертах. Она записала более 360 дисков. Является автором песни «min soldat».
Улла Бильквист совершила самоубийство в 1946 году, в возрасте 38 лет.

## Личная жизнь
Улла Бильквист трижды была замужем: сначала с 1926 по 1934 год за актёром Фритьёфом Бильквистом, затем за режиссёром Вольманом Шергеном с 1936 по 1942 год и за композитором Гуннаром Ханом с 1943 года до её смерти.

## Дискография
- Parfym-visan, Pathé, декабрь 1929
- Ett enda litet finger, Pathé, декабрь 1929
- Fusyjama, Pathé, December 1929
- Vad kvinnan vill, vill du, Pathé, декабрь 1929
- Anna Aurora, Columbia, декабрь 1930
- Vaggvisa, Columbia, декабрь 1930
- Casanova, Columbia, декабрь 1930
- Min soldat (1940)
- Kring de små husen i gränderna vid hamnen (1942)
- Köp rosor, Monsieur (1942)
- Räkna de lyckliga stunderna blott (1944)
- På återseende (1945)